# او-۱۰۶۱
زیردریایی یو-۱۰۶۱ (به انگلیسی: German submarine U-1061) یک زیردریایی بود که طول آن ۷۷٫۶۳ متر (۲۵۴ فوت ۸ اینچ) بود. این زیردریایی در سال ۱۹۴۳ ساخته شد.